# Yagry
Yagry (en russe : Ягры) est une île en Russie située dans la baie de la Dvina de la mer Blanche à l'embouchure de la Dvina septentrionale. L'île appartient à la ville de Severodvinsk et l'on y trouve le Chantier naval de Zviozdotchka (Звёздочка). C'est aussi un quartier résidentiel de la ville dont elle est séparée par le bras de mer Nicolas. Une plage touristique se trouve du côté Ouest. Les îles adjacentes sont inhabitées: Ouglomine (Угломинь), Glouboky (Глубокий), Krivets (Кривец), Khvosty (Хвосты), Trestianny (Трестянный), Maly Tchaïatchy (Малый Чаячий)

## Histoire
- C'est le 24 août 1553 que le capitaine anglais Richard Chancellor effectue une expédition jusqu'ici à bord du Edward Bonaventura.
- Un camp de travaux forcés( Yagrinski-ITL) exista dans l'île du 13 avril 1938 au 24 janvier 1953, administré par le NKVD. Il a  pu recevoir jusqu'à 31 200 prisonniers qui construisirent les chantiers navals et la ville de Severodvinsk à l'époque stalinienne[1].

## Sites à visiter

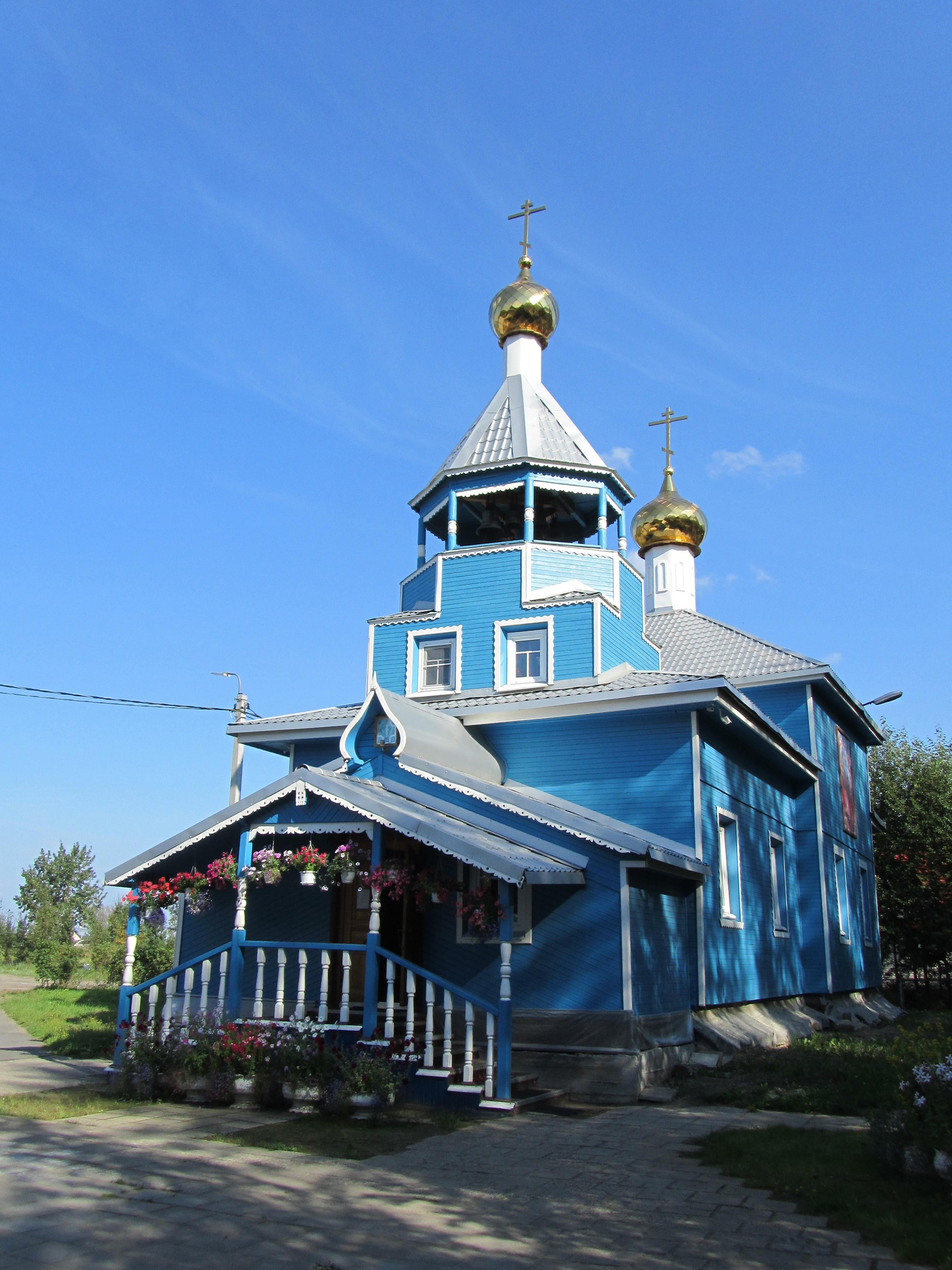
Église de la Résurrection de Yagry.

Les lieux à visiter sont les suivants :
- Église de la Résurrection de Yagry
- Mémorial militaire pour la 13e brigade
- Mémorial pour Richard Chancellor

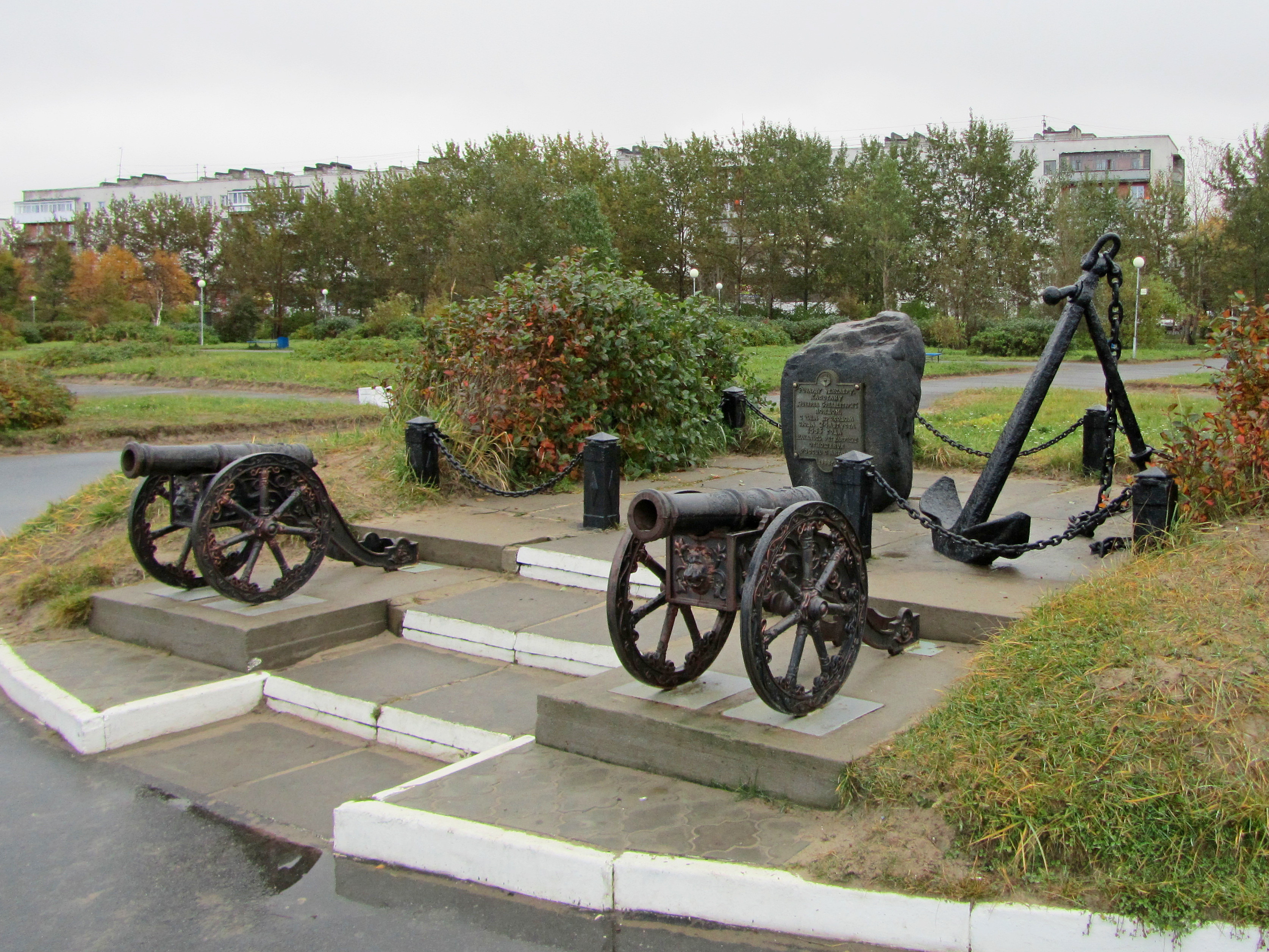
Mémorial pour Richard Chancellor.

- Mémorial d'Alexandre Zriatchev (Александр Фёдорович Зрячев), constructeur de bateaux et citoyen d'honneur de Severodvinsk, directeur des chantiers Zviozdotchka (1972-1992)
- Place Prossiankine d'après le fondateur de la flotte nucléaire soviétique (1920–1998), Grigori Prossiankine Григорий Лазаревич Просянкин),
- Lac Tchaïantchié
- Bois de pins
- Rivière Kambalitsa
- Plage